# Flärken, Härjedalen
Flärken är en sjö i Härjedalens kommun i Härjedalen och ingår i Ljusnans huvudavrinningsområde. Sjön har en area på 0,107 kvadratkilometer och ligger 410 meter över havet.

## Delavrinningsområde
Flärken ingår i det delavrinningsområde (685876-143410) som SMHI kallar för Utloppet av Flärken. Medelhöjden är 432 meter över havet och ytan är 1,58 kvadratkilometer. Räknas de 8 avrinningsområdena uppströms in blir den ackumulerade arean 83,23 kvadratkilometer. Amsån som avvattnar avrinningsområdet har biflödesordning 3, vilket innebär att vattnet flödar genom totalt 3 vattendrag innan det når havet efter 218 kilometer. Avrinningsområdet består mestadels av skog (39 procent) och sankmarker (37 procent). Avrinningsområdet har 0,1 kvadratkilometer vattenytor vilket ger det en sjöprocent på 6,6 procent.